# Operation Flintlock (Kernwaffentest)
Die Operation Flintlock war eine Serie von 48 US-amerikanischen Kernwaffentests, die 1965 und 1966 auf der Nevada Test Site in Nevada durchgeführt wurde.

## Die einzelnen Tests der Flintlock-Serie
| #  | Bombe            | Datum / Zeit (GMT)           | Testgelände       | Testart | Sprengkraft   | Anmerkungen                                                   |
| -- | ---------------- | ---------------------------- | ----------------- | ------- | ------------- | ------------------------------------------------------------- |
| 1  | Izzer            | 16. Juli 1965 13:04 Uhr      | Area 9bp          | Schacht | <20 kT        |                                                               |
| 2  | Pongee           | 22. Juli 1965 13:21 Uhr      | Area 2ah          | Schacht | <20 kT        |                                                               |
| 3  | Bronze           | 23. Juli 1965 17:00 Uhr      | Area 7f           | Schacht | 20 bis 200 kT |                                                               |
| 4  | Mauve            | 6. August 1965 17:23 Uhr     | Area 3dp          | Schacht | <20 kT        |                                                               |
| 5  | Ticking          | 21. August 1965 13:43 Uhr    | Area 9bj          | Schacht | <20 kT        |                                                               |
| 6  | Centaur          | 27. August 1965 13:51 Uhr    | Area 2ak          | Schacht | <20 kT        |                                                               |
| 7  | Moa Screamer     | 1. September 1965 20:08 Uhr  | Area 3ed Area 3dg | Schacht | <20 kT        | Simultanzündung zweier verschiedener Bomben in zwei Schächten |
| 8  | Charcoal         | 10. September 1965 17:12 Uhr | Area 7g           | Schacht | 20 bis 200 kT |                                                               |
| 9  | Elkhart          | 17. September 1965 15:08 Uhr | Area 9bs          | Schacht | <20 kT        |                                                               |
| 10 | Long Shot        | 29. Oktober 1965 21:00 Uhr   | Amchitka, Alaska  | Schacht | 80 kT         |                                                               |
| 11 | Sepia            | 12. November 1965 18:00 Uhr  | Area 3en          | Schacht | <20 kT        |                                                               |
| 12 | Kermet           | 23. November 1965 18:17 Uhr  | Area 2c           | Schacht | <20 kT        |                                                               |
| 13 | Corduroy         | 3. Dezember 1965 15:13 Uhr   | Area 10k          | Schacht | 20 bis 200 kT |                                                               |
| 14 | Emerson          | 16. Dezember 1965 15:39 Uhr  | Area 2al          | Schacht | <20 kT        |                                                               |
| 15 | Buff             | 16. Dezember 1965 19:15 Uhr  | Area 3dh          | Schacht | 20 bis 200 kT |                                                               |
| 16 | Maxwell          | 13. Januar 1966 15:37 Uhr    | Area 9br          | Schacht | <20 kT        |                                                               |
| 17 | Lampblack        | 18. Januar 1966 18:35 Uhr    | Area 7i           | Schacht | 20 bis 200 kT |                                                               |
| 18 | Sienna           | 18. Januar 1966 18:35 Uhr    | Area 3cj          | Schacht | <20 kT        |                                                               |
| 19 | Dovekie          | 21. Januar 1966 18:28 Uhr    | Area 3cd          | Schacht | <20 kT        |                                                               |
| 20 | Reo              | 22. Januar 1966 15:17 Uhr    | Area 10m          | Schacht | <20 kT        |                                                               |
| 21 | Plaid II         | 3. Februar 1966 18:17 Uhr    | Area 2r           | Schacht | <20 kT        |                                                               |
| 22 | Rex              | 24. Februar 1966 15:55 Uhr   | Area 20h(e)       | Schacht | 19 kT         |                                                               |
| 23 | Red Hot          | 5. März 1966 18:15 Uhr       | Area 12g.06       | Tunnel  | <20 kT        |                                                               |
| 24 | Finfoot Cinnamon | 7. März 1966 18:41 Uhr       | Area 3du Area 3dm | Schacht | <20 kT        | Simultanzündung zweier verschiedener Bomben in zwei Schächten |
| 25 | Clymer           | 12. März 1966 18:04 Uhr      | Area 9ce          | Schacht | <20 kT        |                                                               |
| 26 | Purple           | 18. März 1966 19:00 Uhr      | Area 3ds          | Schacht | <20 kT        |                                                               |
| 27 | Templar          | 24. März 1966 14:55 Uhr      | Area 9bt          | Schacht | 370 T         | Teil der Operation Plowshare                                  |
| 28 | Lime             | 1. April 1966 18:40 Uhr      | Area 7j           | Schacht | <20 kT        |                                                               |
| 29 | Stutz            | 6. April 1966 13:57 Uhr      | Area 2ca          | Schacht | <20 kT        |                                                               |
| 30 | Tomato           | 7. April 1966 22:27 Uhr      | Area 3ek          | Schacht | <20 kT        |                                                               |
| 31 | Duryea           | 14. April 1966 14:13 Uhr     | Area 20a1         | Schacht | 70 kT         |                                                               |
| 32 | Fenton           | 23. April 1966 14:55 Uhr     | Area 2m1          | Schacht | 1,4 kT        |                                                               |
| 33 | Pin Stripe       | 25. April 1966 18:38 Uhr     | Area 11b          | Schacht | <20 kT        |                                                               |
| 34 | Ochre            | 29. April 1966 13:33 Uhr     | Area 3ec          | Schacht | <20 kT        |                                                               |
| 35 | Traveler         | 4. Mai 1966 13:32 Uhr        | Area 2cd          | Schacht | <20 kT        |                                                               |
| 36 | Cyclamen         | 5. Mai 1966 14:00 Uhr        | Area 3cx          | Schacht | 12 kT         |                                                               |
| 37 | Chartreuse       | 6. Mai 1966 15:00 Uhr        | Area 19d          | Schacht | 73 kT         |                                                               |
| 38 | Tapestry         | 12. Mai 1966 19:37 Uhr       | Area 2an          | Schacht | <20 kT        |                                                               |
| 39 | Piranha          | 13. Mai 1966 13:30 Uhr       | Area 7e           | Schacht | 20 bis 200 kT |                                                               |
| 40 | Dumont           | 19. Mai 1966 13:56 Uhr       | Area 2t           | Schacht | 20 bis 200 kT |                                                               |
| 41 | Discus Thrower   | 27. Mai 1966 20:00 Uhr       | Area 8a           | Schacht | 22 kT         |                                                               |
| 42 | Pile Driver      | 2. Juni 1966 15:30 Uhr       | Area 15a.01       | Tunnel  | 62 kT         |                                                               |
| 43 | Tan              | 3. Juni 1966 14:00 Uhr       | Area 7k           | Schacht | 20 bis 200 kT |                                                               |
| 44 | Puce             | 10. Juni 1966 14:30 Uhr      | Area 3bs          | Schacht | <20 kT        |                                                               |
| 45 | Double Play      | 15. Juni 1966 17:00 Uhr      | Area 16a.03       | Tunnel  | <20 kT        |                                                               |
| 46 | Kankakee         | 15. Juni 1966 18:02 Uhr      | Area 10p          | Schacht | 20 bis 200 kT |                                                               |
| 47 | Vulcan           | 25. Juni 1966 17:13 Uhr      | Area 2bd          | Schacht | 25 kT         | Teil der Operation Plowshare                                  |
| 48 | Halfbeak         | 30. Juni 1966 22:15 Uhr      | Area 19b          | Schacht | 365 kT        |                                                               |